# Georges Pichard
Pour les articles homonymes, voir Pichard.
 (septembre 2019).
Georges Pichard, né le 7 janvier 1920 à Paris où il meurt le 6 juin 2003, est un auteur de bande dessinée français.

## Biographie
Georges Pichard naît le 7 janvier 1920 à l'hôpital Beaujon, dans le 8e arrondissement de Paris,. Le 15 mars 1946, il épouse à Houilles Jacqueline Hulot. Ils ont une fille, Marie-Noëlle.
Après avoir suivi les cours de l’École des arts appliqués, Georges Pichard débute dans la publicité pour le compte de l'agence Drager. Il donne des cours de bandes dessinées et des cours de graphisme à l'École supérieure des arts appliqués Duperré, où il a des élèves comme Gotlib ou Annie Goetzinger. Dessinateur d'humour, il travaille de 1947 à 1971 pour Le Rire et Le Fou-Rire. Ses premières bandes dessinées paraissent dans La Semaine de Suzette en 1956.
Il débute vraiment dans la bande dessinée fin 1964 pour l'hebdomadaire Chouchou où le rédacteur en chef Jean-Claude Forest lui fait rencontrer Jacques Lob, qui devient son principal scénariste. Lob et Pichard y créent Ténébrax dans les neuf premiers numéros, puis un récit complet dans le quatorzième et dernier numéro. Plus tard, ses séries de bandes dessinées sont publiées dans Pilote, Charlie Mensuel et France-Soir.
L'un des principaux représentants de la bande dessinée pour adultes de son époque, Pichard aime surtout mettre en scène des femmes bien en chair aux prises avec l'adversité, comme Blanche Épiphanie avec Jacques Lob, Ténébrax et Paulette sur des scénarios de Georges Wolinski. C'est cette série, publiée pendant des années dans les premières pages de Charlie Mensuel, qui le fait réellement connaître en France.
Il crée ensuite Caroline Choléra et Marie-Gabrielle de Saint-Eutrope, dont le graphisme reste l'un des plus élaborés jamais entrepris par l'auteur. Son dessin est influencé par l'art nouveau, Robert Crumb et le marquis de Sade pour la thématique.
À partir de 1977, Georges Pichard entame une carrière d'auteur complet et s'engage davantage vers des œuvres érotiques, voire pornographiques, comme MCPM (Maison de correction Princesse Mélanie), Madoline, La voie du repentir, La Perfection Chrétienne (préface de Dominique Radrizzani). Ces albums sont encore interdits dans certains pays,. Vers la fin de sa vie, Pichard adapte des histoires érotiques classiques tels que Les Exploits d'un jeune Don Juan de Guillaume Apollinaire, le Kamasutra de Vâtsyâyana, Trois filles de leur mère de Pierre Louÿs, La Religieuse de Denis Diderot ou encore Germinal d'Émile Zola.
Il est mort le 6 juin 2003 dans le 16e arrondissement de Paris. Son épouse décède six ans plus tard.

## Bandes dessinées en français
Sauf indication contraire, Georges Pichard est le dessinateur.
Sur un scénario de Jean-Pierre Andrevon
- Edouard - La réserve, Éditions du Square, coll. « Bouquins Charlie », 1978.
- Ceux-là (2 tomes), Éditions du Square, coll. « Bouquins Charlie », 1980.

Sur un scénario de Danie Dubos
- Lolly Strip, Éditions Éric Losfeld, 1972.
- Caroline Choléra (3 tomes), Éditions du Fromage et Albin Michel, 1977-1982.
- Bornéo Jo (2 tomes), Dargaud, coll. « Histoires Fantastiques », 1983-1984.

Sur un scénario de Claude Faraldo
- Les manufacturées, Éditions du Square, coll. « Bouquins Charlie », 1980.

Sur un scénario de Jacques Lob
- Submerman (2 tomes) :

1. Submerman, Glénat, 1976
2. Les peuples de la mer, Glénat 1978

- Ténébrax, Serg, 1973.
- Blanche Épiphanie (5 tomes) :

1. Blanche Épiphanie, Serg, 1972.
2. Blanche Épiphanie. Nouvelles aventures, Éditions du Fromage, 1974.
3. La Croisière infernale, Les Humanoïdes associés, 1977.
4. Blanche à New York, Les Humanoïdes associés, 1980.
5. Le Cavalier noir, Éditions Dominique Leroy, 1986.

- Blanche Épiphanie - Intégrale :

1. INT1. Intégrale tome 1, La Musardine, 2011[12],[13]
2. INT2. Intégrale tome 2, La Musardine, 2011.
3. INT3. Intégrale tome 3, La Musardine, 2014.

- Ulysse (2 tomes), adapté de Homère, Dargaud, coll. « Phénix », 1974-1975.

Sur un scénario de Georges Wolinski
- Paulette (7 tomes) :

1. Tome 1, Éditions du Square, coll. « Série bête et méchante », 1971.
2. Tome 2, Éditions du Square, coll. « Série bête et méchante », 1972.
3. Le Mariage de Paulette, Éditions du Square, coll. « Série bête et méchante », 1973.
4. Paulette en Amazonie, Éditions du Square, coll. « Série bête et méchante », 1974.
5. Ras-Le-Bol-Ville, Éditions du Square, coll. « Série bête et méchante », 1975.
6. Le cirque des femmes, Éditions du Square, coll. « Série bête et méchante », 1975.
7. Tome 7, Dargaud, 1984.

- Paulette - Intégrale

1. Tout Paulette, Albin Michel, 1999[6].

### Livres pour la jeunesse
- Le Cheval de quatre heures du matin, Henriette Robitaillie, Collection Nouvelle Bibliothèque de Suzette, Éditions Gautier-Languereau, 1960
- 15 Enquêtes policières, Éditions Gautier-Languereau, coll. Série 15, 1966.
- 15 Énigmes de l'histoire, Éditions Gautier-Languereau, coll. Série 15, 1968.
- 15 Merveilles du Monde, Éditions Gautier-Languereau, coll. Série 15, nouvelles d'Yvonne Girault, Alexandre Dumas, Henrik Sienkiewicz et Victor Hugo, 1970.
- 15 histoires de mystère pour filles, Éditions Gautier-Languereau, coll. Série 15, couverture d'Yves Thos, nouvelles d'Albert Robida, Jean-Paul Benoit, Claude Appell, Paul Arène, Édouard Peisson, Odette Sorensen,Jean-Marie Pélaprat, Erckmann-Chatrian,Washington Irving, Anton Tchekhov, Paul Cogan, Claude Morand et Alexandre Pouchkine, 1971.

### Dessin et adaptation d'après des œuvres de littérature
- Un homme se penche sur son passé de Maurice Constantin-Weyer, Editions de la Nouvelle France, Paris 1943
- Trois filles de leur mère de Pierre Louÿs, L'Hérésiarque, 1979 et Jean Antoine Éditeur, 1983.
- Carmen, de Prosper Mérimée, Albin-Michel 1981
- La Comtesse rouge, Erzsebet Bathory, adaptation Lo Duca, d’après Sacher Masoch, Éditions Dominique Leroy, Paris, 1985
- La fleur de lotus, de Jin Ping Mei, Albin Michel, 1987
- Le Kama Sutra, de Vâtsyâyana préface Lo Duca, Éditions Dominique Leroy, Paris, 1991
- Germinal d'Émile Zola, Magic Strip, 1992
- Trois filles de leur mère de Pierre Louÿs, Curiosa, 1992
- La Religieuse, de Diderot, Éditions BD Adulte, Paris, 1995
- Les Exploits d'un jeune Don Juan, de Guillaume Apollinaire, Glénat, 2010[10]

### De Georges Pichard (dessin et scénario)
- Marie-Gabrielle de Saint-Eutrope, scénario de Georges Pichard, Glénat, 1977[14].
- Marie-Gabrielle en Orient, scénario de Georges Pichard, Glénat, 1981[15].
- Les sorcières de Thessalie, Glénat : tome 1, 1985 : tome 2, 1986.
- L'Enquêteuse, Édition de la Musardine, 2008[16]
- MCPM - Maison de Correction Princesse Mélanie, Rebecca Rils, 2012
- La Perfection chrétienne, Glénat, 2013[17]

#### Articles
- Jean-Pierre Andrevon, « Pichard par Andrevon », dans Bananas no 3, janvier 2011, p. 62-65. Propos recueillis en 2003.
- Louis Cance, « Bibliographie de Pichard », Schtroumpf : Les Cahiers de la bande dessinée, Éditions Jacques Glénat, no 37,‎ 2e trimestre 1975, p. 41-45.
- Brigitte Hermann, « Les Filles de Pichard », Schtroumpf : Les Cahiers de la bande dessinée, Éditions Jacques Glénat, no 37,‎ 2e trimestre 1975, p. 18-19.
- Henri Filippini, « Je me souviens de Georges Pichard », dBD, no 4,‎ juillet-août 2006, p. 126-127.

#### Interviews
- Georges Pichard (entretien avec Numa Sadoul), « Entretien avec Georges Pichard », Schtroumpf : Les Cahiers de la bande dessinée, Éditions Jacques Glénat, no 37,‎ 2e trimestre 1975, p. 8-17.
- Georges Pichard (int. Christian Marmonnier), « Entretien avec Georges Pichard », dans Bananas no 3, janvier 2011, p. 36-61. Entretien réalisé en octobre 1998.
- Georges Pichard (int. par Jean-Marc Vidal), « Pichard en chair », BoDoï, no 36,‎ décembre 2000, p. 8-11.